# 蒲波
蒲波（1963年11月—），男，四川南充人，中华人民共和国政治人物。中共四川省委党校研究生学历。曾任贵州省人民政府副省长。

## 生平
1978年10月进入四川省林业学校学习。1981年8月参加工作。1990年1月加入中国共产党。历任南充地区林业科学研究所干部、南充地区农贸办干部、南充地区农工委副主任科员、规划建设科副科长、秘书科科长、武胜县烈面镇党委副书记（挂职）、广安地区行署办副主任，行署副秘书长、行署救灾办主任、武胜县委常委、常务副县长，县委副书记、县长，县委书记。1999年1月，任广安市人民政府副市长。2003年12月，任中共广安市委常委、宣传部部长。2006年3月，任中共凉山州委常委、常务副州长。2008年5月，任中共巴中市委副书记、代市长、市长。2010年5月，任中共四川省委组织部常务副部长。
2015年6月，任中共德阳市委书记。任职期间，蒲波曾提出“要把德阳建设成让本地人自豪、外地人震撼的城市”，还提出了“我们要让德阳的孩子不用到成都去挤‘名校’，让市民不用去成都的医院排队候诊”的目标。
2018年1月22日，任贵州省人民政府副省长，升任副省级。
2018年5月4日，因涉嫌“严重违纪违法”，接受中纪委和国家监委调查，创下了提拔副省部后最快落马的官员纪录（102天）。
2018年11月2日，中央纪委国家监委网站发布消息：蒲波严重违反党的纪律，构成职务违法并涉嫌犯罪，是中共十八大后不收敛不收手的典型，经中央纪委常委会会议研究并报中共中央批准，决定给予蒲波开除党籍处分；由国家监委给予其开除公职处分；终止其中共十九大代表资格；收缴其违纪违法所得；将其涉嫌犯罪问题移送检察机关依法审查起诉，所涉财物随案移送。
2019年7月18日，江苏省南京市中级人民法院公开宣判蒲波受贿案，对被告人蒲波以受贿罪（7126萬餘元）判处无期徒刑，剥夺政治权利终身，并处没收个人全部财产。蒲波当庭表示服从判决，不上诉。